# スターボウリング (日本テレビ)
『スターボウリング』は、1971年10月1日から1973年3月30日、および1973年10月7日から1974年3月31日まで日本テレビ系列局で放送されていた日本テレビ製作のスポーツ番組である。

## 概要
ボウリングブームの最中に開始した番組で、毎回さまざまな芸能人が女子プロボウラーとシングルス勝負を繰り広げていた。番組後半には、司会のはかま満緒が女子プロボウラー相手に戦うコーナーもあった。
当初は金曜19:00枠で1年半にわたって放送されていた。同時間帯での放送終了から半年後、それまで日曜昼に放送されていた『ハッスルボウリング』をリニューアルする形で復活したが、こちらは半年で終了した。

## 放送時間
いずれも日本標準時。
- 第1期：金曜 19:00 - 19:30 （1971年10月1日 - 1973年3月30日）
- 第2期：日曜 12:45 - 13:15 （1973年10月7日 - 1974年3月31日） - 復活当初はプロ野球中継（日本シリーズ中継、当時はデーゲーム）の影響で、直後の『TVジョッキー 日曜大行進』や『日曜笑待席』（第1期）とともに休止になる場合があった。

## 出演者

### 司会
- はかま満緒

### 女子プロボウラー
- 中山律子
- 並木恵美子
- ほか

### ゲスト芸能人
- 勝呂誉
- フランク永井
- ほか

## 参考資料
- 読売新聞縮刷版[どれ?]